# Princeton (stacja kolejowa)
Princeton – stacja kolejowa w Princeton, w stanie Illinois, w Stanach Zjednoczonych, obsługiwana przez Amtrak w ramach jego czterech połączeń prowadzących do/z Chicago. Stacja powstała w 1911 roku. W roku finansowym 2010 ze stacji skorzystało 31 664 pasażerów.

## Połączenia
| nazwa połączenia  | miasto docelowe (kierunek północny) | miasto docelowe (kierunek południowy) |
| ----------------- | ----------------------------------- | ------------------------------------- |
| California Zephyr | Chicago                             | Emeryville                            |
| Carl Sandburg     | Chicago                             | Quincy                                |
| Illinois Zephyr   | Chicago                             | Quincy                                |
| Southwest Chief   | Chicago                             | Los Angeles                           |